# Bình Đào
Bình Đào is een xã in het district Thăng Bình, een van de districten in de Vietnamese provincie Quảng Nam. Bình Đào heeft ruim 7700 inwoners op een oppervlakte van 11,5 km².

## Geografie en topografie
Bình Đào ligt in het oosten van de huyện Thăng Bình op de oostelijke oever van de Trường Giang. De aangrenzende xã's zijn Bình Giang, Bình Dương, Bình Minh, Bình Hải, Bình Sa en Bình Triều.

## Verkeer en vervoer
Een belangrijke verkeersader is de Tỉnh lộ 613. Deze weg verbindt Hà Lam met Bình Minh. De Trường Giang wordt overbrugd door de Bình Đàobrug.

## Economie
In Bình Đào is door de aanwezigheid van de Trường Giang veel viskwekerijen. Deze rivier zorgt ook voor veel watertoerisme.